# Ezinne Okparaebová
Ezinne Okparaebová (* 3. března 1988 Imo, Nigérie) je původem nigerijská atletka, sprinterka, která reprezentuje Norsko.
V roce 2007 se stala v nizozemském Hengelu juniorskou mistryní Evropy v běhu na 100 metrů. O rok později na letních olympijských hrách v Pekingu skončila ve čtvrtfinálovém běhu. Na halovém ME v italském Turíně 2009 získala v běhu na 60 metrů stříbrnou medaili v čase 7,21 s. O tři setiny byla rychlejší jen Ruska Jevgenija Poljakovová a o jednu setinu pomalejší Verena Sailerová z Německa, která vybojovala bronz.